# Abzug
L'abzug és una massa fosa, de consistència pastosa, que sobreneda en la superfície del bany de plom en fusió al principi de la copelació, precedint la formació dels Abstrich en la refinació dels ploms argentífers. El primer abzug és una escòria composta quasi sempre d'arsènic, antimoni, zinc i altres impureses barrejades amb òxid de plom, que es va llevant, fins que sobrenada en la superfície del plom fos en una capa de litargiri pur, que és el segon abzug.